# Едуардо Ортіс
Едуардо Реєс Ортіс Вєласко (ісп. Eduardo Reyes Ortíz Velasco, нар. 1895 — пом. дата смерті невідома) — болівійський футболіст, що грав на позиції нападника, зокрема, за клуб «Зе Стронгест», а також національну збірну Болівії.

## Клубна кар'єра
Грав як форвард за команду «Зе Стронгест» і вважався одним з найважливіших гравців в історії Болівії. З 1910 до 1913 року він грав у Великій Британії, де навчався в Триніті-коледжі. Виступав за три англійські клуби - «Триніті-коледж», «Трейдсман Рейнджерс» і «Саутгемптон».
З 1913 по 1916 грав в Чилі за місцевий «Чилено», а в 1917 році повернувся до Болівії, де двадцять сезонів відіграв за «Зе Стронгест».
У травні 1934 року під час Чакської війни брав участь у матчі між «Зе Стронгестом» і одинадцятьма «фанатиками» чорно-білої команди з регіону Тупіза (Південно-Східна Болівія), які хотіли кинути виклик своїм кумирам.

## Виступи за збірну
1930 року зіграв у складі національної збірної Болівії у матчі чемпіонату світу 1930 року в Уругваї з Бразилією (0:4).
Подальша кар'єра у складі національної збірної Болівії наразі невідома.